# John Deere
John Deere (7 de febrero de 1804-17 de mayo de 1886) fue un fabricante estadounidense que fundó Deere & Company, una de las marcas de equipos de construcción y agrícolas más importantes del mundo. 
Deere nació en Rutland, Vermont, siendo hijo de William Deere. Tras la desaparición de su padre en su camino a Francia, Deere fue criado por su madre en Middlebury, Vermont, donde recibió educación básica y mejorada.
Trabajó durante cuatro años como aprendiz de herrero, entrando en el negocio en 1825. En 1827 se casó con Demarius Lamb, y en 1836 la pareja tenía cuatro hijos, con un quinto en camino. El negocio no funcionaba muy bien y Deere tenía problemas con sus acreedores. Para evitar la bancarrota, vendió la tienda a su suegro y se marchó a Illinois, dejando a su mujer y familia, quienes se reunirían después con él.
Deere se estableció en Grand Detour, Illinois. Al no haber ningún otro herrero en la zona, Deere no tuvo dificultad para encontrar trabajo. Criándose en la sastrería de su padre, Deere había pulido y afilado agujas pasándolas por arena. Este afilado ayudaba a las agujas a atravesar el cuero. Al notar que los arados no funcionaban muy bien en la tierra de la pradera de Illinois, y recordando las agujas afiladas, Deere llegó a la conclusión de que un arado de acero pulido y correctamente formado (un arado de acero de una única pieza) podría manejarse mejor en el suelo de la pradera, especialmente en su arcilla pegajosa.

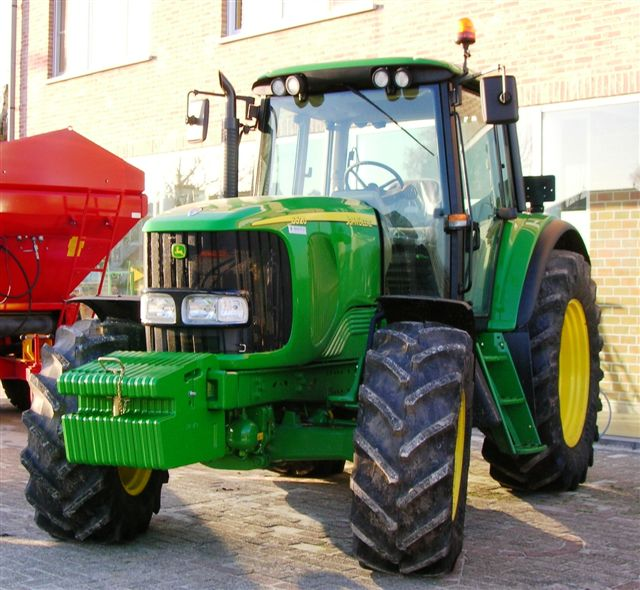
Tractor marca John Deere.

En 1837 desarrolló y construyó su primer arado de acero, aunque si fue Deere o no el primero en inventar el arado de acero es tema de controversia. El duro hierro pulido tenía una parte de acero que lo hacía ideal para el duro suelo del Medio Oeste, trabajando mejor que otros arados. En 1843 Deere se asoció con Leonard Andrus para producir más arados para mantener el ritmo de construcción según la demanda. En 1848, Deere disolvió la empresa con Andrus y se mudó a Moline, Illinois, debido a su localización junto al río Misisipi y ser un nudo de comunicaciones. Por 1855, se había vendido más de 10 000 arados de la fábrica de Deere. Desde el principio Deere insistió en la fabricación de equipos de alta calidad. Cuando el negoció mejoró Deere dejó el trabajo del día a día a su hijo, Charles. En 1868, Deere creó la corporación Deere & Company a partir de su negocio.

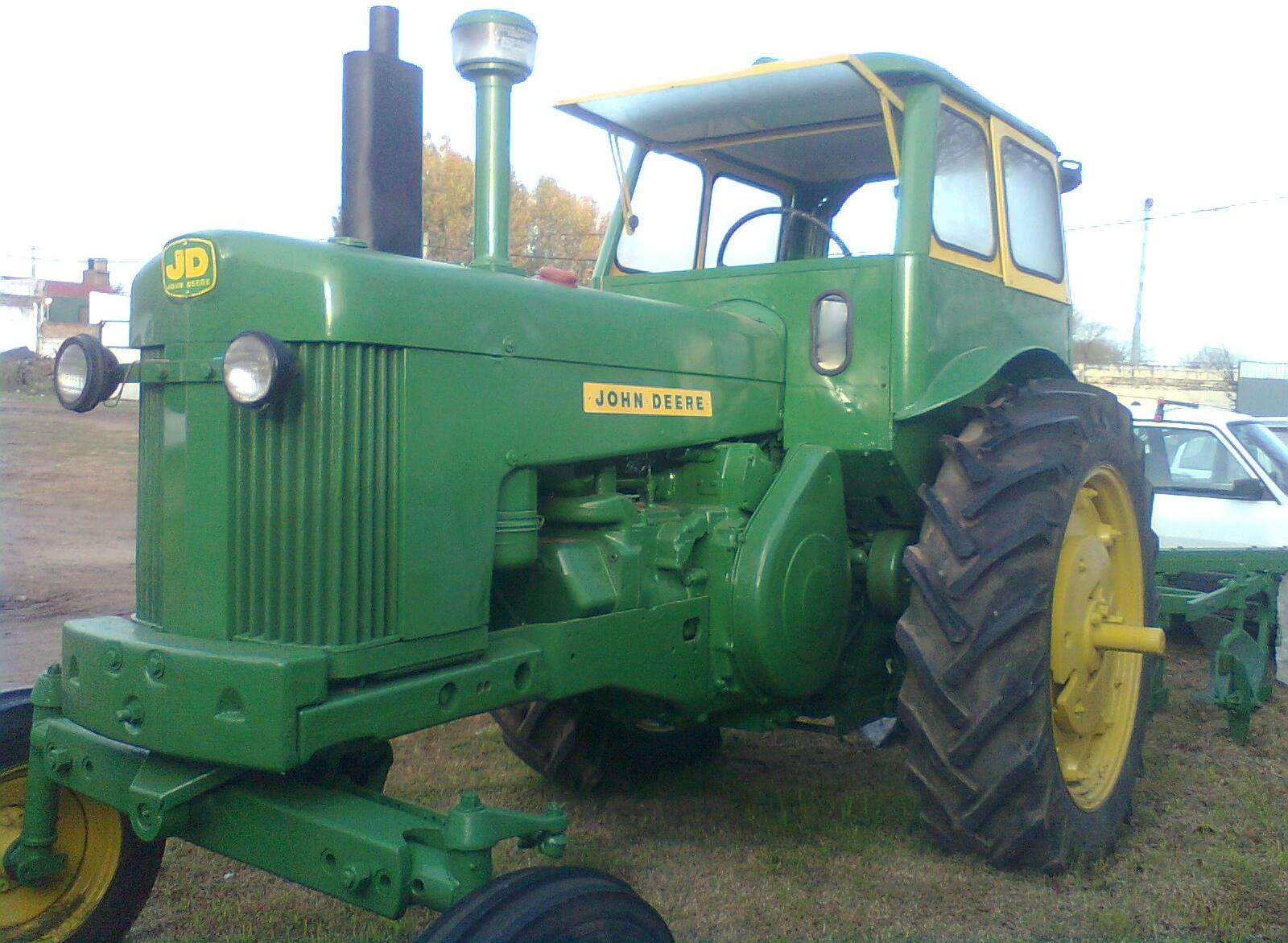
Tractor John Deere fabricado en Argentina (identificable por la sigla "JD" en el frente)

Más adelante, Deere centró su atención en asuntos civiles y políticos. Fue alcalde de Moline durante dos años. Sirvió como presidente del banco nacional de Moline, director de la biblioteca pública de la misma ciudad y miembro activo de la primera iglesia congregacional.
Deere falleció en su residencia el 17 de mayo de 1886. La compañía que fundó continuó funcionando tras su muerte, convirtiéndose en uno de los mayores fabricantes de equipos agrícolas y de construcción del mundo.